# Opistophthalmus intermedius
Espèce
Opistophthalmus intermedius est une espèce de scorpions de la famille des Scorpionidae.

## Distribution
Cette espèce est endémique du Cap-Occidental en Afrique du Sud. Elle se rencontre dans le vers sur à Worcester.

## Description
Le tronc du mâle syntype mesure 37 mm et la queue 49 mm, le tronc d'une femelle syntype mesure 31 mm et la queue 37 mm et le tronc d'une autre femelle syntype mesure 32 mm et la queue 44 mm.

## Publication originale
- Kraepelin, 1894 : Revision der Scorpione. II. Scorpionidae und Bothriuridae. Beiheft zum Jahrbuch der Hamburgischen Wissenschaftlichen Anstalten, vol. 11, p. 1–248 (texte intégral).